# Fares Fares
Fares Fares (Beirut, 29 de abril de 1973) es un actor sueco-libanés de origen asirio.

## Infancia y juventud
Su hermano menor es el director Josef Fares y tiene cuatro hermanas. En 1987, cuando Fares tenía 14 años, su familia se mudó a Suecia, a la localidad de Örebro. Se trasladaron para escapar de la Guerra Civil Libanesa y escogieron Suecia porque tenían familiares que ya vivían allí. Fares dice que aprendió sueco tras tres meses en Suecia.
A los 15 años, Fares actuó en un grupo de teatro local en Örebro. A los 19, comenzó sus clases en la escuela de arte dramático de Mölndal en Goteburgo, Suecia. Durante seis años trabajó en el Tamauer Theatre.

## Carrera

### Películas
Fares ha actuado sobre todo en las películas de su hermano, el director Josef Fares, incluyendo su debut en el 2000 con la película Jalla! Jalla! y en 2003 con Kopps. Protagonizó Bang Bang Orangutang (2005) y Kill your Darlings (2006).
En 2010, Fares protagonizó el thriller sueco Easy Money junto a Joel Kinnaman. La película fua aclamada por la crítica y fue escogida para ser distribuida en los Estados Unidos por Harvey Weinstein. En 2012, Fares hizo su debut de Hollywood en la película de Denzel Washington Safe House. Hizo el papel del agente de CIA Hakim en Zero Dark Thirty. Fares tuvo un papel en El niño 44 (2014) con Tom Hardy y Gary Oldman.
Fares aprendió a hablar danés para el papel de Assad en la película de 2013 Misericordia (Kvinden i buret), que se rodó en Dinamarca. Misericordia está basada en la novela de Jussi Adler-Olsen La mujer que arañaba las paredes, primera de la serie de novelas del Departamento Q. Fares aparece en las cuatro películas basadas en dicha serie de novelas. Misericordia fue la película más vista en Dinamarca en 2013. Profanación (Fasandræberne) es la segunda película de la serie, que barrió en las taquillas danesas, estableciendo un nuevo récord de ingresos brutos. La tercera película en la serie, Redención (Flaskepost fra P), se estrenó a finales de 2015.
En 2016 aparece en Rogue One: una historia de Star Wars, interpretando al Senador Vaspar.

### Televisión
En 2014, Fares hizo el papel de Fauzi Nadal en la serie de televisión, Tyrant, de FX. Tyrant ha permanecido dos temporadas más en antena, en 2015 y 2016.

### Teatro
- 1996: Esperando a Godot de Samuel Beckett, en Teater Tamauer, Suecia
- 2000: Dom, dirigido por Jasenko Selimovic, con Torkel Petersson, en Göteborgs Stadsteater, Suecia
- 2000: Natten före skogarna, en el Teater Tamauer, Suecia
- 2001: Tillbaka caja öknen en el Royal Dramatic Theatre, Estocolmo, Suecia
- 2002: Köket en Göteborgs Stadsteater, Suecia
- 2003: Brott, hemtjänst, straffpengar, pensionärsmord en Backstage, Suecia
- 2003: Den arabiska natten en Backstage, Suecia

### Otros trabajos
- Fares aparece en dos vídeos musicales de Lykke Li; en el sencillo de 2011 "I Follow Rivers", dirigido por Tarik Saleh y en álbum recopilatorio de 2014 "I Never Learn"[17]
- Aparece en el vídeo musical de Daniel Lemma "If I Used To Love You" con Torkel Pettterson
- En 2011 aparece en el anuncio de televisión de Tanqueray Tonight we Tanqueray haciendo de barman
- En 2012 participa en el cortometraje patrocinado por Maiyet Sleepwalking in the Rift, dirigido por Cary Fukunaga[18][19]
- Interpreta a Leo Caruso en el videojuego A Way Out

## Vida personal
Fares vive entre Estocolmo, Suecia, y Los Ángeles, California.

## Filmografía

### Cine y televisión
| Año  | Título                                      | Rol                 | Notas                                                                            |
| ---- | ------------------------------------------- | ------------------- | -------------------------------------------------------------------------------- |
| 2000 | Före stormen                                | Secuestrador        |                                                                                  |
| 2000 | Jalla! Jalla!                               | Roro                |                                                                                  |
| 2001 | Días así                                    | Michel              |                                                                                  |
| 2003 | Kopps                                       | Jacob               | Premio al mejor Actor en el Festival de cine de comedia de Peñíscola             |
| 2004 | I'm Your Man                                | Omar                | Cortometraje                                                                     |
| 2004 | Dag och natt                                | Kristian            | Premio al mejor actor de reparto en el Festival Internacional de Cine de Chicago |
| 2004 | Chlorox, Ammonium and Coffee                | Jesus               |                                                                                  |
| 2004 | Fakiren fra Bilbao                          | Frank Flambert      |                                                                                  |
| 2005 | Zozo                                        | El pollo (voz)      |                                                                                  |
| 2005 | Bang Bang Orangutang                        | Patrik              |                                                                                  |
| 2006 | Kill Your Darlings                          | Omar                |                                                                                  |
| 2006 | 7 miljonärer                                | Kristoffer El-Zeid  |                                                                                  |
| 2007 | Leende guldbruna ögon                       | Roshan              | Miniserie televisiva                                                             |
| 2008 | For a Moment, Freedom                       | Manu                |                                                                                  |
| 2008 | Maria Wern – Främmande fågel                | Jonathan Sauma      | Serie televisiva                                                                 |
| 2008 | The Fur                                     | Richardt            | Cortometraje                                                                     |
| 2009 | Metropia                                    | Firaz Sanoman (Voz) |                                                                                  |
| 2010 | Easy Money                                  | Mahmoud             |                                                                                  |
| 2012 | Sleepwalking in the Rift                    | Cortometraje        |                                                                                  |
| 2012 | Safe House                                  | Vargas              |                                                                                  |
| 2012 | Easy Money II                               | Mahmoud             | Nominado – Mejor actor de reparto en los Premios Guldbagge                       |
| 2012 | La noche más oscura                         | Hakim               |                                                                                  |
| 2013 | Misericordia: los casos del departamento Q  | Assad               |                                                                                  |
| 2014 | Tyrant                                      | Fauzi Nadal         | Serie televisiva                                                                 |
| 2014 | Profanación: los casos del departamento Q   | Assad               | Mejor actor secundario en la Gala de los Premios Daneses de Cine                 |
| 2015 | El niño 44                                  | Alexei Andreyev     |                                                                                  |
| 2016 | La Comuna                                   | Allon               |                                                                                  |
| 2016 | Redención: los casos del departamento Q     | Assad               | Adaptación cinematográfica del libro danés de Jussi Adler-Olsen                  |
| 2016 | Rogue One: una historia de Star Wars        | Senador Vaspar      |                                                                                  |
| 2017 | El Cairo Confidencial                       | Noredin             |                                                                                  |
| 2018 | Westworld                                   | Antoine Costa       | Segunda temporada                                                                |
| 2018 | Expediente 64: Los casos del departamento Q | Assad               | Adaptación al cine danés de la obra de Jussi Adler-Olsen                         |
| 2019 | Chernóbil                                   | Bacho               |                                                                                  |